# Grüter (westfälisches Adelsgeschlecht)

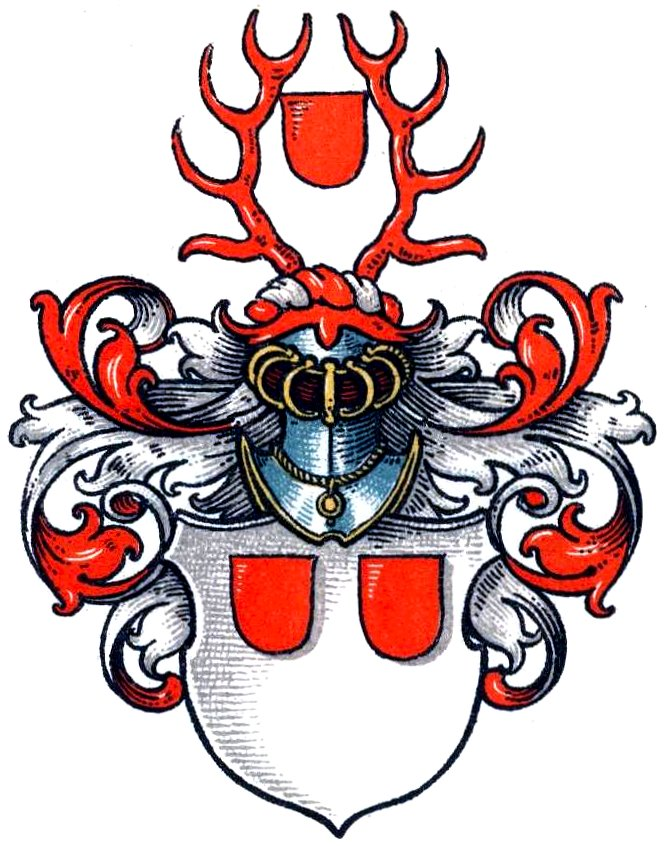
Stammwappen derer von Grüter im Wappenbuch des Westfälischen Adels

Grüter (auch: Grüterink) ist der Name eines westfälischen Adelsgeschlechts.
Die Familie ist zu unterscheiden von dem namensgleichen, aber wappenverschiedenen nichtverwandten niedersächsischen Adelsgeschlecht Grüter.

## Geschichte
Das Geschlecht stammt ursprünglich aus der Grafschaft Mark und erscheint erstmals 1346 mit Heinricus de Grüter als Zeugen einer Urkunde des Grafen Adolf IV. von der Mark. Laut Anton Fahne soll die Familie ihren Namen von dem Grutamt erhalten haben, das sie in der Stadt Kamen bekleideten. Bernard de Grüter (auch: Bernardus dictus Grutere) erscheint dort 1337. Sein Siegel trägt die Umschrift S. Bernardi d. Wedeling (sigulum Bernardi dicti Wedeling). Bernard, dessen Mutter Aleid hieß und 1337 noch lebte, war mit Bertradis fermentaria in Kamene verheiratet. Die Stammreihe der Familie beginnt 1483 mit Hermann von Grüter auf Werdringen.
In der Grafschaft Mark besaß die Familie schon 1480 (und noch 1532) Wasserschloss Werdringen bei Hagen, 1509 Burg Wetter und 1524 (und noch 1609) Gut Schönfeld. Ferner hatten sie in der Grafschaft Mark Altendorf im Kreis Bochum (urkundl. 1599–1753), Dudenroth im Kreis Dortmund, Nierhofen (urkundl. 1610) im Kirchspiel Derne, Kreis Hamm, Oberwenigern im Kreis Hagen, Oventrop im Kreis Altena (urkundl. 1603), Rocholz bei Hagen (urkundl. 1630) und Wandhofen bei Dortmund (urkundl. 1700–1731) im Besitz. In anderen Teilen Westfalens und am Niederrhein hatten sie ferner: Schloss Kalbeck (urkundl. 1800–1854) (Geldern), Schlichthorst (Osnabrück) (urkundl. 1673–1793) und Velpe (Tecklenburg).
Im 17. Jahrhundert kamen Familienmitglieder auch in das Baltikum. 1632 wurde Heinrich von Grüter, Kokenhusenscher Amtmann, mit einigen Güter bedacht. Er gründete dort ein Gut, Grütershof genannt. Noch 1685 besaß die Witwe des Kapitäns Heirich Grüter das Gut. Ihr ältester Sohn, Fähnrich Gustav Ernst Grüter, verkaufte das Gut 1712.
Die Nachkommen von Johann Adolf Gustav Adam Freiherr von Grüter (* 27. Januar 1779; † 20. Februar 1822), königlich-preußischer Landrat des Kreises Tecklenburg, Herr auf Haus Marck und Rabe, verheiratet mit Wilhelmine Eleonore Luise Freiin von Diepenbrock († 1809), Tochter des königlich-hannoverschen Generalleutnants Ludwig Freiherr von Diepenbrock, erhielten am 15. Oktober 1840 und 24. September 1841 ein preußisches Freiherrendiplom unter dem Namen „von Diepenbroick-Grüter“. Aus der Ehe entspross Ludwig von Diepenbroick-Grüter (1804–1870), Herr auf Marck und Rabe, königlich-preußischer Landrat im Kreis Tecklenburg, in erster Ehe mit Georgine von Alten († 1838) und in zweiter Ehe mit deren Schwester Elise von Alten († 1842). Aus der ersten Ehe Ludwigs entstammt Freiherr Rudolph von Diepenbroick-Grüter (* 1835), königlich-preußischer Appellationsgerichtsreferendar, aus der zweiten Ehe Freiherr Otto von Diepenbroick-Grüter (* 1841), königlich-preußischer Leutnant.
An einen anderen Zweig der Familie Grüter kam nach dem Erlöschen der Herren von Morrien Ende des 18. Jahrhunderts Namen und Wappen derer von Morrien. Dieser Zweig vermehrte das Grütersche Wappen und nannte sich fortan „Freiherren von Grüter-Morrien“. So war ein Carl Grüter-Morrien um 1829 in die Adelsmatrikel der Preußischen Rheinprovinz unter Nr. 89 der Klasse der Edelleute eingetragen.

## Persönlichkeiten
- Gustav von Diepenbroick-Grüter (1815–1899), deutscher Richter und Parlamentarier
- Hans-Dietrich von Diepenbroick-Grueter (1902–1980), deutscher Antiquar und Sammler von Porträts
- Karl von Diepenbroick-Grüter (1837–1899), preußischer Generalmajor
- Ludwig von Diepenbroick-Grüter (1804–1870), preußischer Landrat
- Otto von Diepenbroick-Grüter (General, 1819) (1819–1870), preußischer Generalmajor
- Otto von Diepenbroick-Grüter (General, 1860) (1860–1940), deutscher Generalleutnant

## Wappen
- Blasonierung des Stammwappens: In Silber zwei im Schildhaupt stehende rote Schilde. Auf dem rot-silbern bewulsteten Helm mit rot-silbernen Helmdecken ein braunes (oder rotes) Hirschgeweih, zwischen dem sich ein Schild wiederholt.[1]

- Blasonierung des vermehrten Wappens der Freiherren von Grüter-Morrien (Ende des 18. Jahrhunderts): Quadriert. Felder 1 und 4 das Stammwappen, Felder 2 und 3 in Silber eine linksschräge schwarze Brücke mit vier Pfeilern, im rechten Oberwinkel ein roter Stern (Wappen derer von Morrien). Zwei gekrönte Helme: I. mit rot-silbernen Decken zwischen einem braunen Hirschgeweih ein rotes Schildchen; II. mit schwarz-silbernen Decken eine schwarz gekleidete Mohrenpuppe mit Binde zwischen einer (rechts) roten und einer silbernen Straußenfeder.[1]

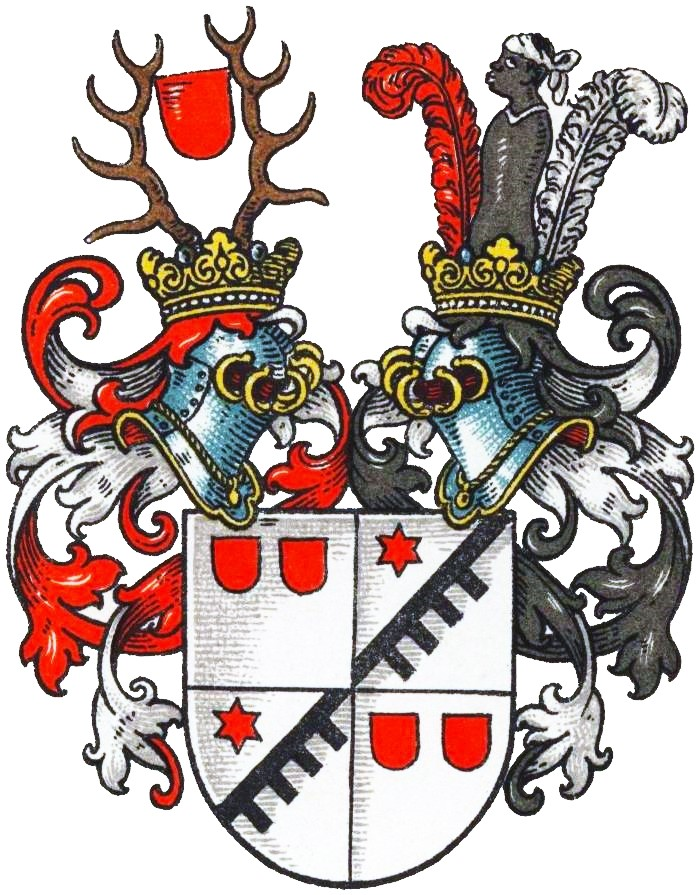
Wappen der Freiherren von Grüter-Morrien
Stammwappen derer von Morrien

- Blasonierung des vermehrten Wappens der Freiherren von Diepenbroick-Grüter (1840/41): Quadriert. In den Feldern 1 und 4 in Rot zwei silberne, abwärts gekehrte, ins Andreaskreuz gestellte Schwerter mit goldenen Griff (= Wappen derer von Diepenbrock). In den Feldern 2 und 3 in Silber zwei rote Schildchen nebeneinander (= Wappen derer von Grüter). Zwei Helme: I. rot-silberner Wulst, darüber die Schwerter; II. rot-silberner Wulst, darüber ein braunes Hirschgeweih, zwischen dem ein rotes Schildchen. Die Helmdecken sind rot-silbern.[7]

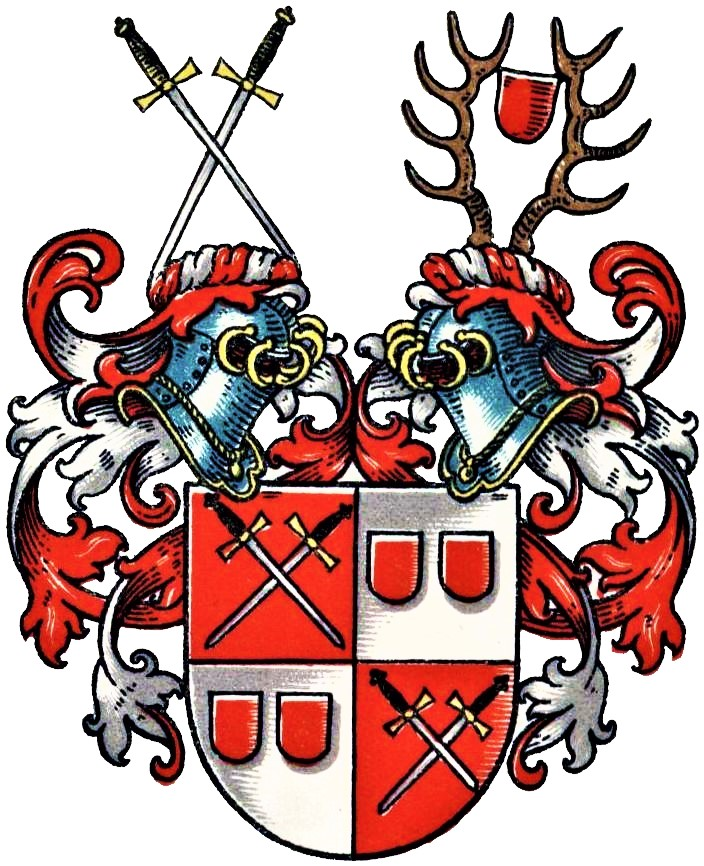
Wappen der Freiherren von Diepenbroick-Grüter
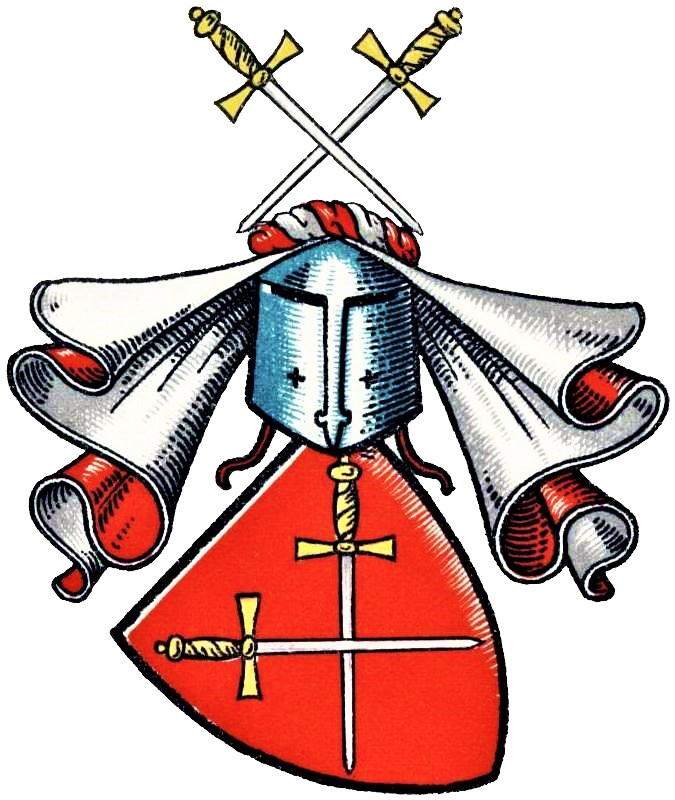
Stammwappen derer von Diepenbrock